# Малоя (перевал)
Мало́я (ромш. Pass dal Malögia, італ. Passo del Maloggia) — високогірний перевал в Альпах, що з'єднує регіон Енгадин у швейцарському кантоні Граубюнден з долиною Брегалья та К'явенною в Італії. Його висота  1815 метрів над рівнем моря. Перевал позначає собою вододіл між басейнами рік Дунаю та По, а також є лінгвістичною межею: у Брегалії, розміщеній на південь від вододілу, розмовляють ломбардською та італійською мовами, в той час як в Енгандині широко поширені ретороманська та німецька мови. Біля перевалу з боку Енгадину розміщене однойменне село Мало́я.

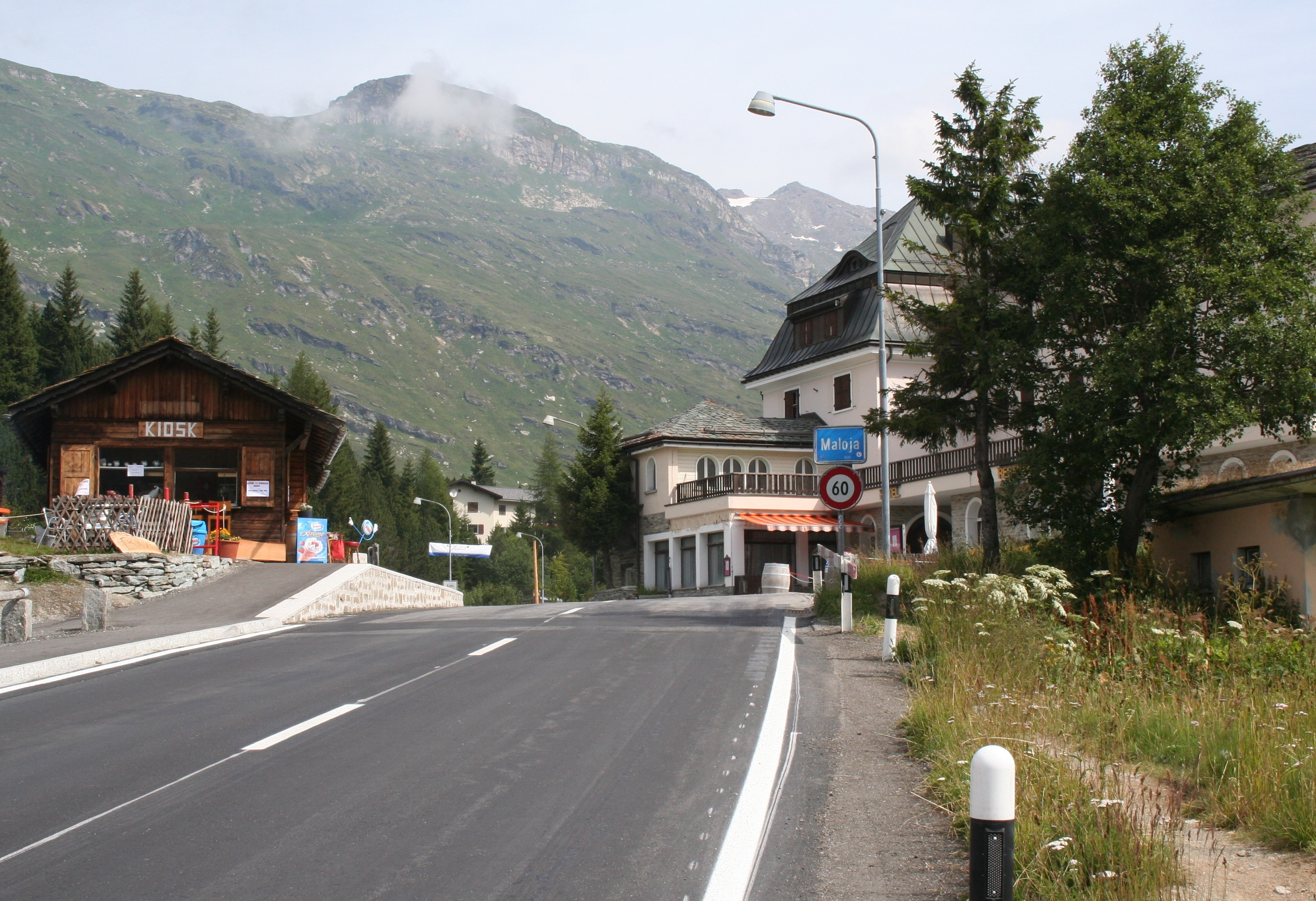
В'їзд до села Малоя на висоті 1811 м, що на березі озера Зільсер

Дорога, відкрита в 1828 році, має довжину 43 кілометри і градієнт 9 %. Перевал Малоя відкритий у зимовий період. Однак, після рясних снігопадів дорога може бути непроїзною протягом декількох годин або протягом цілого дня.

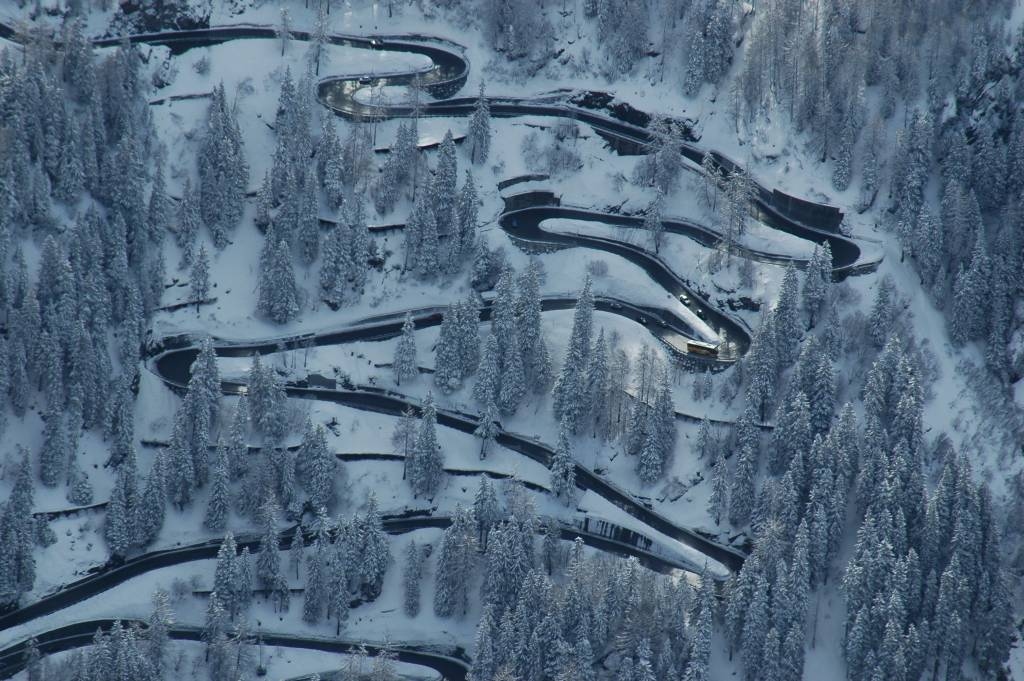
Сніг на перевалі Малоя. 2006

Особливість цього гірського перевалу полягає в тому, що він дуже плоский з північної сторони, в той час як з іншого боку круто спадає до альпийської долини Брегалья. З італійської К'явенни до перевалу Малоя дорога довжиною 32 км має перепад висот 1482 м. А дорога довжиною 49 км на північний схід від перевалу до Цернеца знижується тільки на 343 м.

## Маршрут від К'явенни до Сільваплана

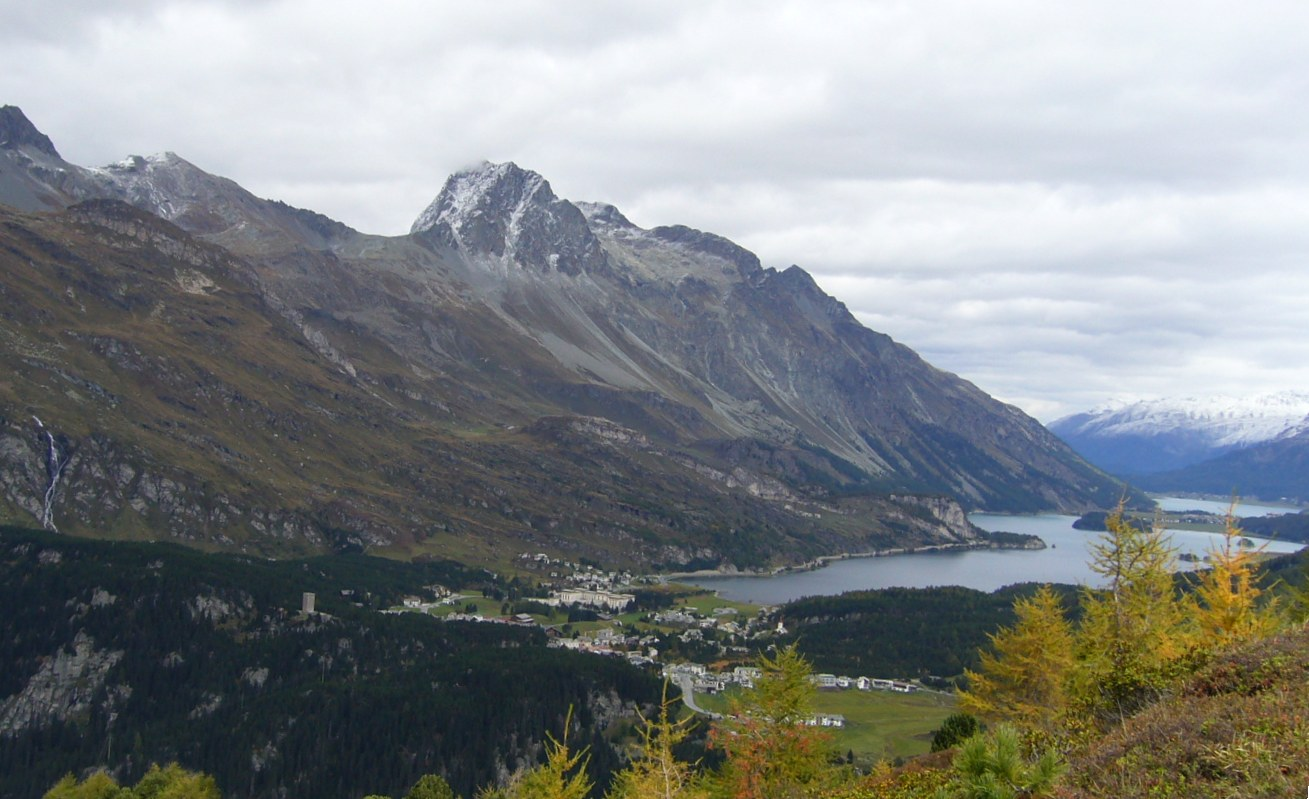
Перевал Малоя. Гора Лагрев, 3165 м

Відстань і висота над рівнем моря:
- 0 км, К'явенна, 333 м
- 10 км, Кастасенья, 696 м (італійсько-швейцарський кордон)
- 13 км, Промонтоньо, 802 м
- 16 км, Стампа, 994 м
- 18 км, Боргоново, 1029 м
- 19 км, Вікосопрано, 1065 м
- 27 км, Касачія, 1458 м
- 32 км, Малоя перевал, 1815 м
- 33 км, Малоя, 1809 м
- 40 км, Зільс, 1798 м
- 44 км, Сільваплана, 1802 м

Малоя також відома як місце проживання, в останні роки життя, італійського живописця Джованні Сегантіні, який переїхав сюди в 1894 році і був похований тут у 1899 році. У будинку, де жив художник та прилеглій студії, де він створив деякі з його найвідоміших робіт. На гранітній плиті художника у селі Малоя висічено: «Мистецтво і любов перемагають час» (італ. Arte ed amore vincono il tempo).

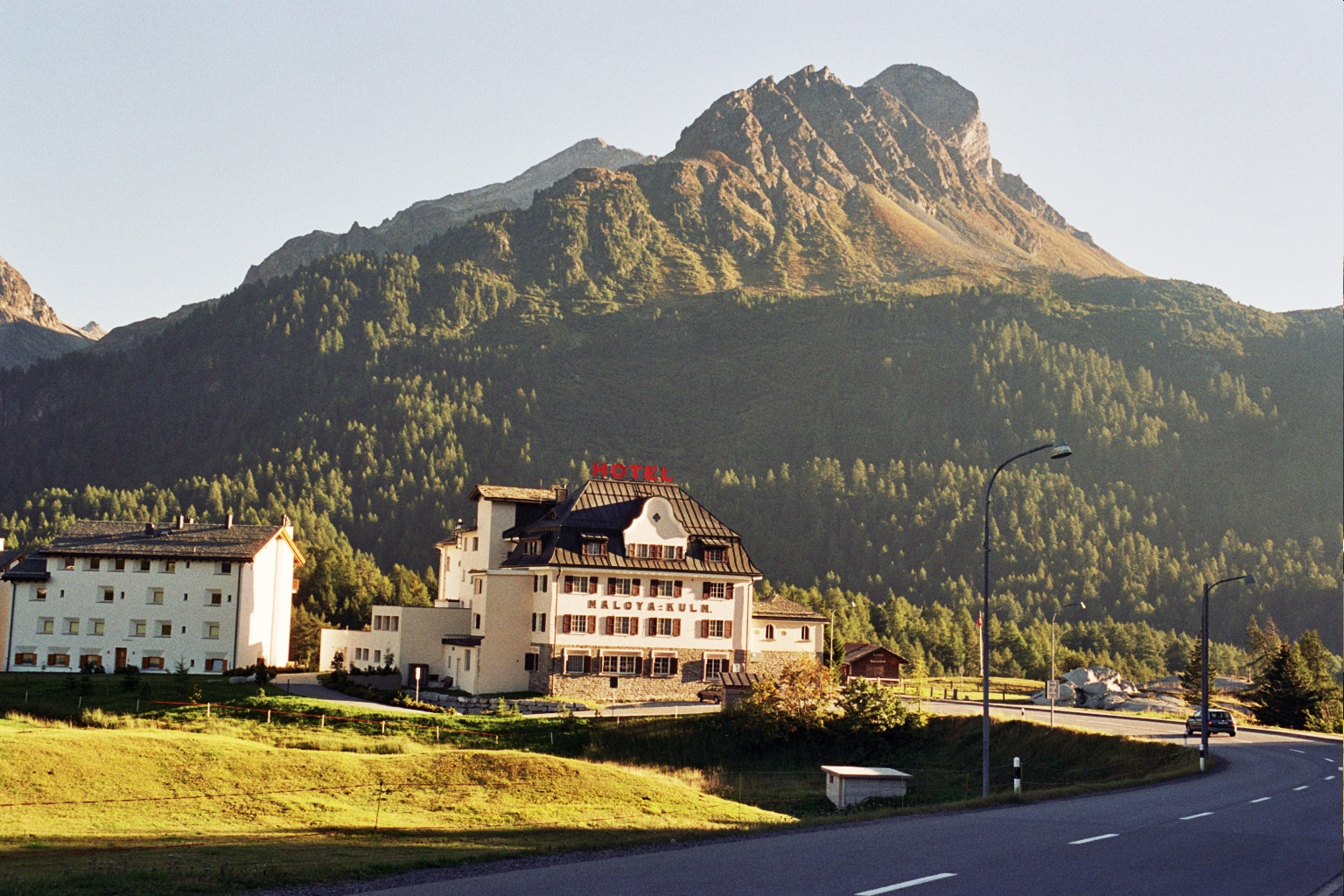
Готель «Малоя-Кульм». Гора Салачіна (2599м)